# Vierte Landesaufnahme
Die Vierte Landesaufnahme oder Präzisionsaufnahme ist eine von 1896 bis 1987 (mit Unterbrechungen) durchgeführte Vermessung Österreichs. Sie war die vierte und letzte der großen kaiserlichen Landesaufnahmen Österreichs (bis 1918/19). Die letzte vorhergehende Vermessung der Monarchie war die Franzisco-Josephinische Landesaufnahme gewesen, die 1887 abgeschlossen worden war.

## Geschichte
Die Vierte Landesaufnahme wurde von 1896 bis 1914 vom k. u. k. Militärgeographischen Institut, 1915 bis 1918 durch das k. u. k. Kriegsvermessungswesen, ab 1921 durch das Bundesvermessungsamt und ab 1923 durch das Bundesamt für Eich- und Vermessungswesen durchgeführt, unterbrochen während des Zweiten Weltkrieges, da die Vermessung von 1938 bis 1945 durch die Hauptvermessungsabteilung XIV des Reichsamts für Landesaufnahme des NS-Regimes durchgeführt wurde.
Die Vermessung wurde von 1896 bis 1959 im Maßstab 1:25.000 erstellt, danach nur noch im Maßstab 1:50.000, um die Arbeit zu beschleunigen. Bei der Umstellung des Maßstabes 1959 wurde der Kartenteil im alten Maßstab aufgelassen.
Die Vierte Landesaufnahme war das letzte Projekt seiner Art, das vom kaiserlichen Österreich begonnen wurde. Seither befasst sich das Bundesamt für Eich- und Vermessungswesen mit der Führung und Aktualisierung des Kartenmaterials bezüglich des österreichischen Staatsgebietes.

## Methoden
Die Landesaufnahme erfolgte bis in die 1950er Jahre mittels  terrestrischer Fotogrammetrie und ergänzender topografischer Vermessung, später wurde auf die Luftbildmessung, die sogenannte Aerofotogrammetrie, umgestellt.